# Форрест, Стив (актёр)
Стив Форрест (англ. Steve Forrest, 29 сентября 1925 — 18 мая 2013) — американский актёр, лауреат премии «Золотой глобус» (1954). Младший брат актёра Дэны Эндрюса.
Уильям Форрест Эндрюс родился в Хантсвилле, штат Техас, и был 12 из 13 детей Форреста Эндрюса и его жены Эннис. В восемнадцатилетнем возрасте отправился в армию, и принимал участие в Арденнской операции во время Второй мировой войны. В 1950 году он окончил Калифорнийский университет в Лос-Анджелесе со степенью бакалавра искусств, после чего начал свою актёрскую карьеру на экране.
Хотя Форрест и сыграл более ста ролей, он в первую очередь известен благодаря ведущей роли в сериале «Спецназ» (1975—1976), который длился лишь два сезона. В 2003 году вышел фильм-адаптация «S.W.A.T.: Спецназ города ангелов», в котором актёр также кратко появился с камео. Также он сыграл главную роль в британском сериале «Барон» (1966—1967), а в 1986 году был приглашен в сериал «Даллас», где сыграл роли Бена Стивенса и Уэса Пармела. В дополнение к этому он появился в сериалах «Бонанза», «Миссия невыполнима», «Айронсайд», «Дымок из ствола», «Коломбо» и «Она написала убийство»
Хотя, в основном, Фостер известен благодаря ролям на телевидении, он снялся в нескольких десятках кинофильмов, среди которых были «Идеальная жена» (1953), «Полицейский-мошенник» (1954), «Это случилось с Джейн» (1959), «Пылающая звезда» (1960), «Самый длинный день» (1962), «Повеса за городом» (1970), «Шпионы, как мы» (1985), «Амазонки на Луне» (1987) и «Сторивилл» (1992). Фостер умер в мае 2013 года от естественных причин.
23 декабря 1948 года женился на Кристин Кэрилас, у них родилось три сына: Майкл, Форрест и Стивен. Актёр скончался от неразглашенных причин.